# Linh dương vằn sừng nhỏ
Linh dương vằn sừng nhỏ (danh pháp hai phần: Gazella leptoceros) là một loài động vật có vú trong họ Bovidae, bộ Artiodactyla. Loài này được F. Cuvier mô tả năm 1842.
Loài này chủ yếu là thích nghi với cuộc sống sa mạc. Ít hơn 2500 cá thể còn lại trong tự nhiên. Chúng được tìm thấy ở Algeria, Chad, Ai Cập, Libya và Sudan.

## Hình ảnh

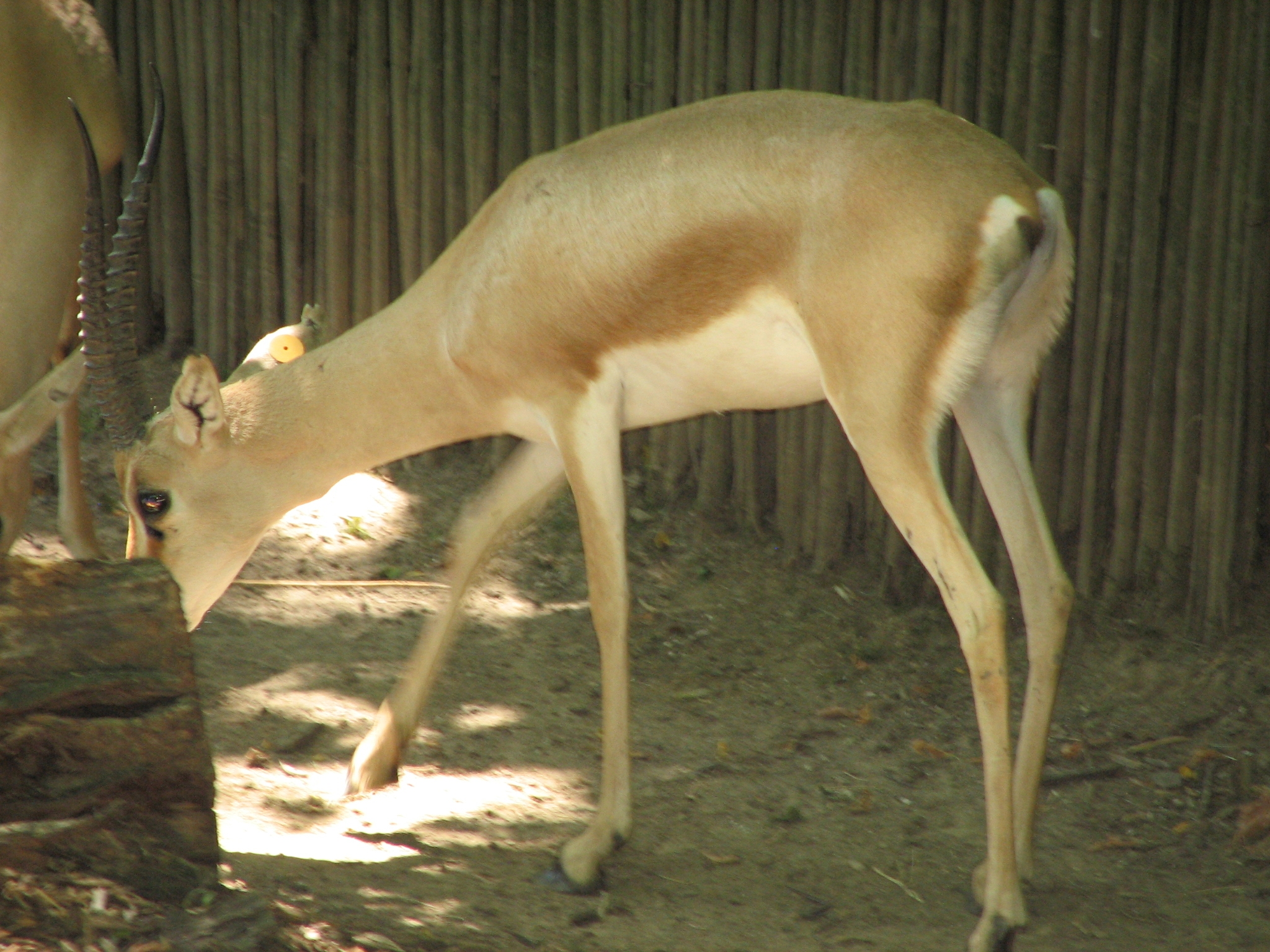
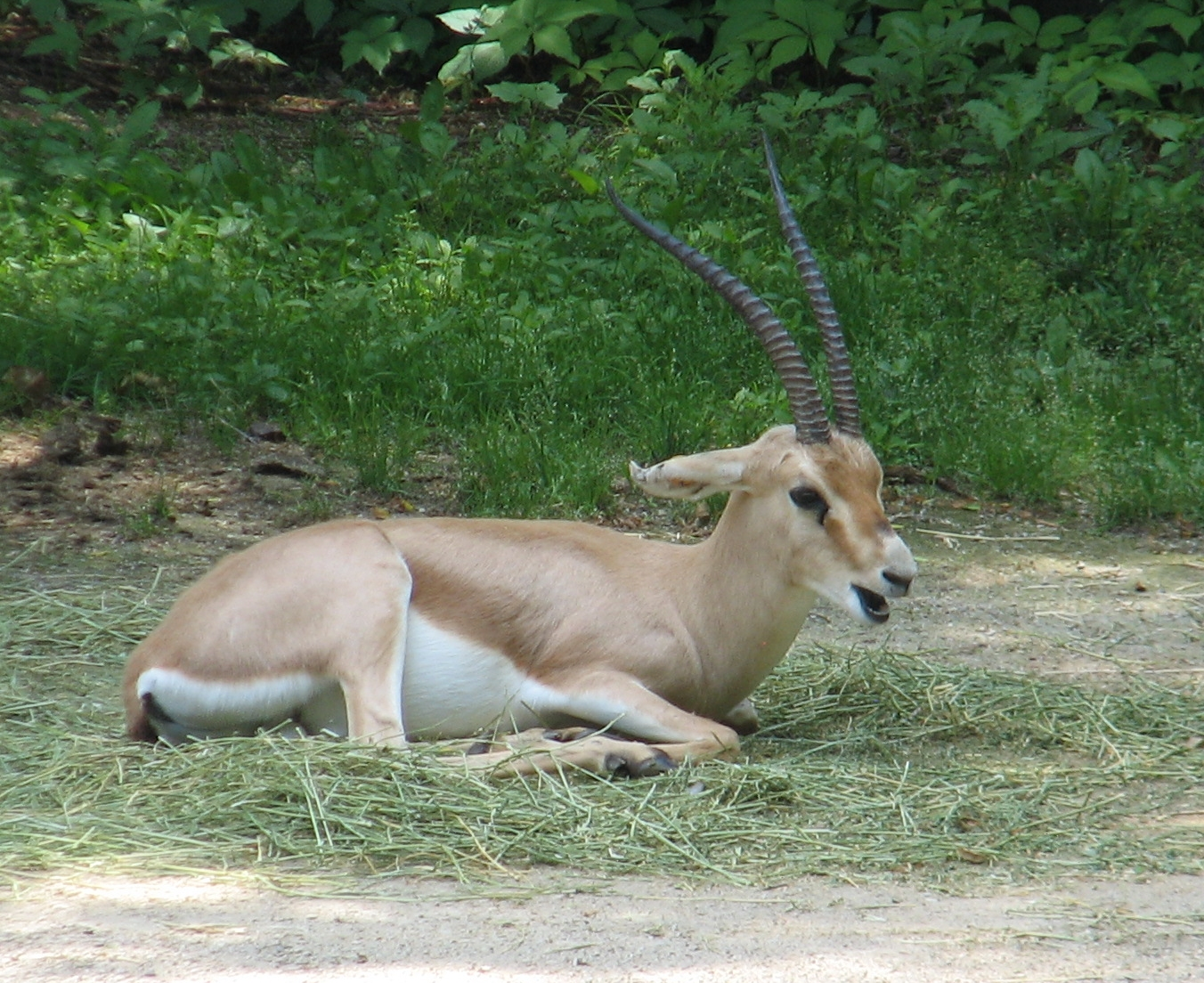
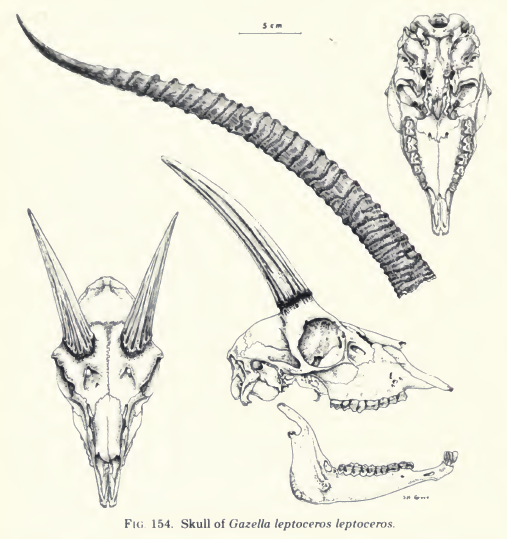
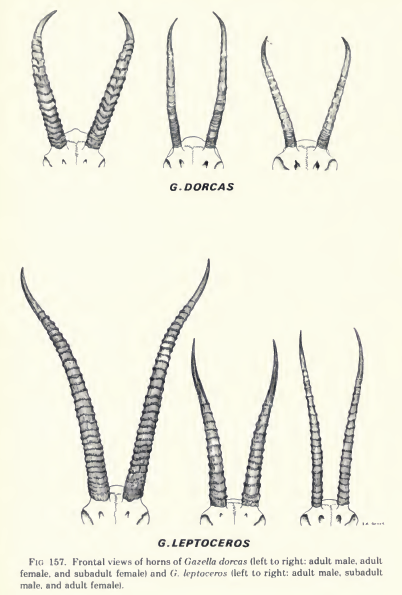